# Spermophorella kurtbaueri
Spermophorella kurtbaueri är en insektsart som beskrevs av U. Aspöck och H. Aspöck 1987. Spermophorella kurtbaueri ingår i släktet Spermophorella och familjen Berothidae. Inga underarter finns listade i Catalogue of Life.